# Bixina
La bixina és una substància química orgànica poliinsaturada, un carotenoide (apocarotenoide) dicarboxílic. Es troba en l'annato, un colorant natural obtingut de les llavors de la l'arbre Bixa (Bixa orellana). La bixa té llavors de color vermell, que es produeix a la natura per oxidació de la carotina. Les llavors d'aquesta planta reduïdes a pols s'utilitzen per acolorir aliments i per fer filtres solars.
Les llavors d'annato contenen un 5% pigments, dels quals el 70-80% són bixina.
La bixina és inestable químicament una vegada aïllada, i es converteix via isomerització ens trans-bixina (β-bixina), un isòmer.
La bixina és liposoluble (soluble en greixos) però insoluble en aigua. Després de l'exposició a un àlcali, l'èster metil s'hidrolitza per produir l'àcid carboxílic norbixina, un derivat soluble en aigua.